# Habenaria uruguayensis
Habenaria uruguayensis är en orkidéart som beskrevs av Leslie Andrew Garay. Habenaria uruguayensis ingår i släktet Habenaria och familjen orkidéer. Inga underarter finns listade i Catalogue of Life.